# Howard Chaykin

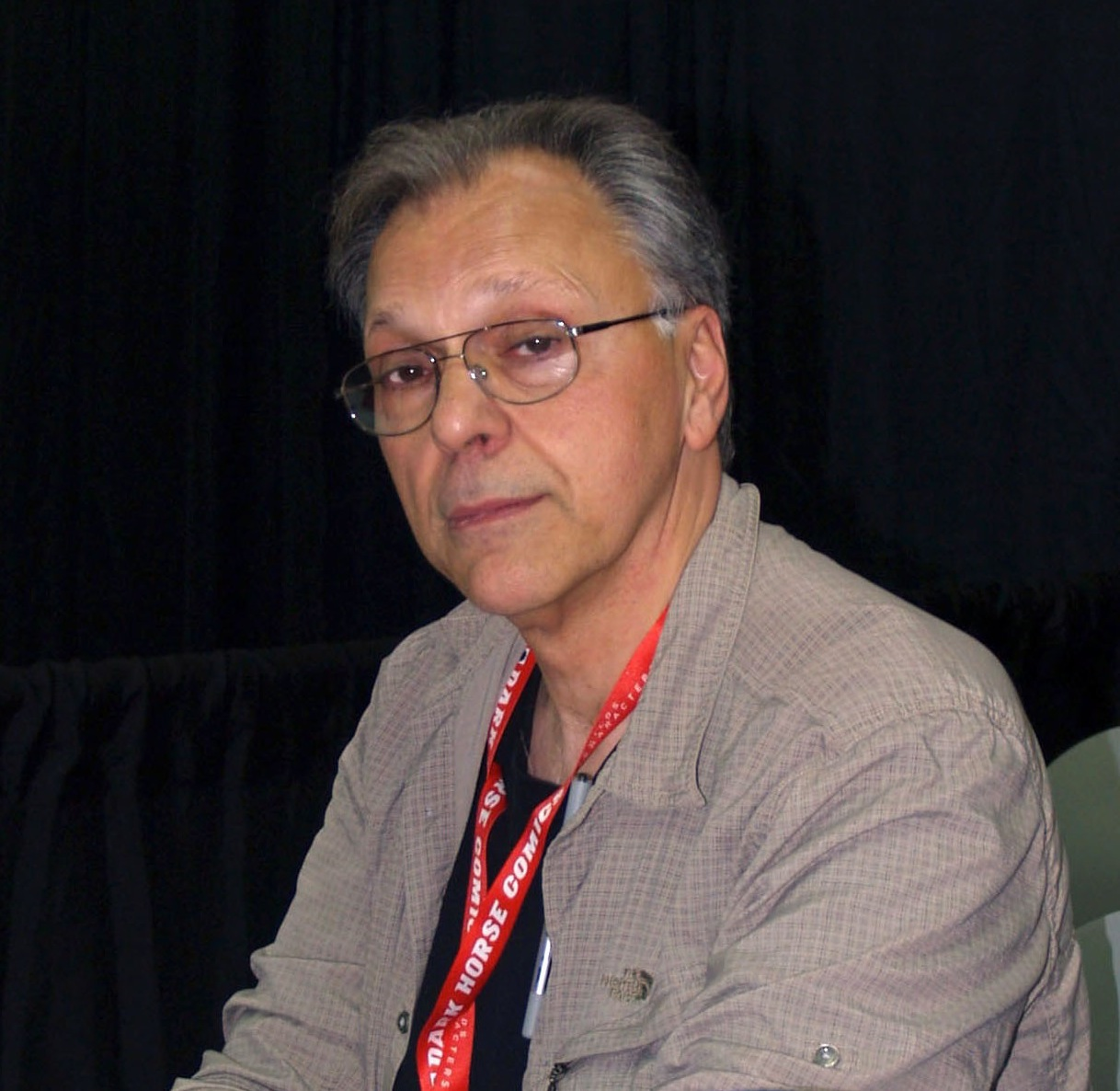
Howard Chaykin

Howard Chaykin (* 7. Oktober 1950 in Newark, New Jersey) ist ein US-amerikanischer Comiczeichner und Szenarist.

## Leben
Howard Chaykin wuchs in New York City auf und war zunächst Assistent bei den Zeichnern Gil Kane und Wally Wood. 1971 erschien seine ersten professionellen Arbeiten in einer Militärzeitung. Er bekam erste Aufträge als Bleistift-Zeichner bei Marvel und DC Comics. Zu seinen bekannteren Arbeiten gehören Star-Wars-Comics, die Miniserie World of Krypton und die Graphic-Novel Empire.
In den 1980er Jahren schuf er für den Verlag First Comics die Science-Fiction-Serie American Flagg! und Time², eine Miniserie von The Shadow und die Erotikserie Black Kiss. In den 1990er Jahren wurde er überwiegend im Fernsehgeschäft tätig, er verfasste Drehbücher für die Serien Flash – Der Rote Blitz und Viper.
In den 2000er Jahren schuf er die Graphic-Novel Mighty Love und die Miniserien Challengers of the Unknown und City of Tomorrow. 2009 textete er die Miniserie Die Hard: Year One. Ab 2013 zeichnete er die Serie Satellite Sam.